# Маркотт, Элиз
Эли́з Марко́тт (фр. Élise Marcotte; род. 27 сентября 1988 года, Квебек, Канада) — канадская синхронистка, участница двух летних Олимпийских игр, двукратная бронзовая медалистка чемпионатов мира, двукратная чемпионка Панамериканских игр 2011 года.

## Спортивная биография
Первоначально Элиз Маркотт занималась в родном городе в клубе Synchro Élite de Québec, а затем в 2006 году переехала в Калгари в клуб Calgary Aquabelles.
В 2008 году Элиз Маркотт приняла участие в летних Олимпийских играх в Пекине в соревнованиях групп. Набрав 95,668 баллов канадские спортсменки заняли 4-е место. В 2009 году Элиз впервые поднялась на пьедестал мирового первенства, став третьей в комбинации. В 2011 году канадская синхронистка стала двукратной чемпионкой Панамериканских игр в мексиканской Гвадалахаре, а также третьей на чемпионате мира в комбинации.
На летних Олимпийских играх 2012 года в Лондоне Маркотт, к тому времени переехавшая в Монреаль в клуб Synchro Canada, была очень близка к завоеванию олимпийской награды, но и в соревнованиях дуэтов, где она выступила в паре с Мари-Пьер Будро Ганьон, и в соревнованиях групп канадка осталась на обидном четвёртом месте.